# Little Rock
Little Rock je hlavní a největší město amerického státu Arkansas. Zároveň je to sídlo okresu Pulaski. V roce 2010 zde žilo téměř 193 524 obyvatel. Metropolitní oblast, zahrnující města a městečka v okolí, ve městě žije přibližně 203 tisíc obyvatel.
Little Rock leží téměř v geografickém centru státu. Jeho název je odvozen od malého skalního útvaru na jižním břehu řeky Arkansas, který se jmenuje „La Petite Roche“ (v angličtině „Little Rock“). Město bylo založeno roku 1831.

## Demografie
Podle sčítání lidu z roku 2010 zde žilo 193 524 obyvatel.

### Rasové složení
- 48,9% Bílí Američané
- 42,3% Afroameričané
- 0,4% Američtí indiáni
- 2,7% Asijští Američané
- 0,1% Pacifičtí ostrované
- 3,9% Jiná rasa
- 1,7% Dvě nebo více ras

Obyvatelé hispánského nebo latinskoamerického původu, bez ohledu na rasu, tvořili 6,8% populace.

## Osobnosti města
- Douglas MacArthur (1880–1964), armádní generál
- Broncho Billy (1880–1971), filmový herec, režisér, scenárista a producent
- Roy Scheider (1932–2008), filmový a televizní herec
- Leon Russom (* 1941), americký herec
- Carlos N. Hathcock (1942–1999), nejúspěšnější odstřelovač vietnamské války
- Scott Edward Parazynski (* 1961), americký lékař a kosmonaut
- Corin Nemec (* 1971), americký herec
- Josh Lucas (* 1971), americký herec
- Jason White (* 1973), hudebník
- Chelsea Clintonová (* 1980), americká spisovatelka
- Michael Tinsley (* 1984), americký atlet, běžec na 400 metrů překážek, stříbrný medailista z LOH 2012

### Bill Clinton
Město Little Rock u mnoha lidí dodnes vyvolá představu 42. prezidenta Spojených států amerických Billa Clintona. Právě zde působil jako guvernér, a to dvakrát, poprvé od roku 1979 do roku 1981, podruhé od roku 1983 do roku 1992, kdy byl zvolen prezidentem. S jeho jménem je spojeno mnoho turistických zajímavostí Little Rocku. Sídlo guvernéra Arkansasu, které bylo Clintonovým každodenním pracovištěm, je velmi věrnou, zmenšenou kopií Kapitolu ve Washingtonu, kde strávil Clinton osm let prezidentského úřadu.
Osobnost Billa Clintona připomíná muzeum s názvem William J. Clinton Presidential Center, jež vzniklo na počest tohoto prezidenta. V rozlehlé stavbě jsou na několika patrech shromážděny informace o životě a díle Billa Clintona.

## Partnerská města
- Čchang-čchun, Čína
- Hanam City, Jižní Korea
- Kao-siung, Tchaj-wan
- La Petite-Pierre, Francie
- Mons, Belgie
- Newcastle upon Tyne, Spojené království
- Pachuca de Soto, Mexiko
- Ragusa, Itálie
- Samsun, Turecko

## Fotogalerie

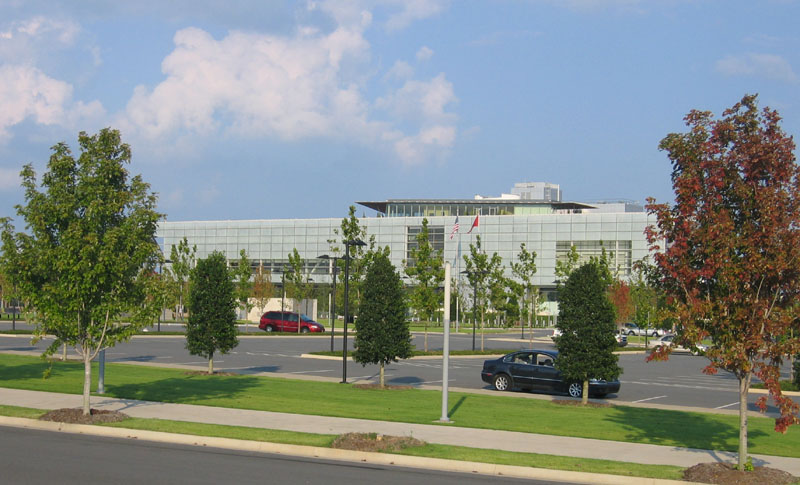
Clinton Library
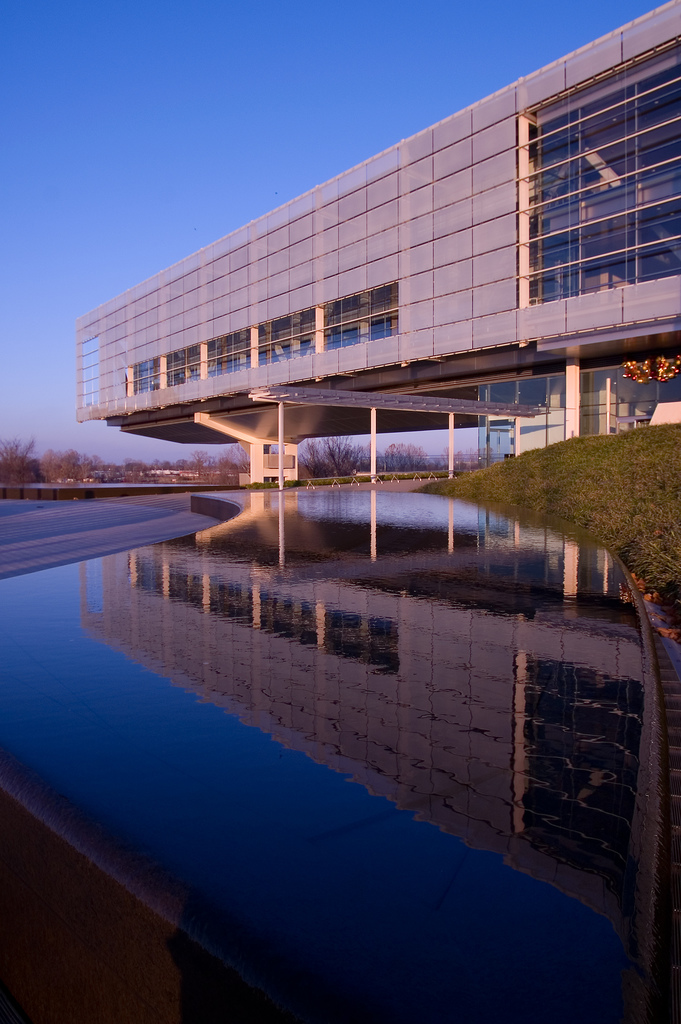
Clinton Library